# Accident ferroviari de Bad Aibling

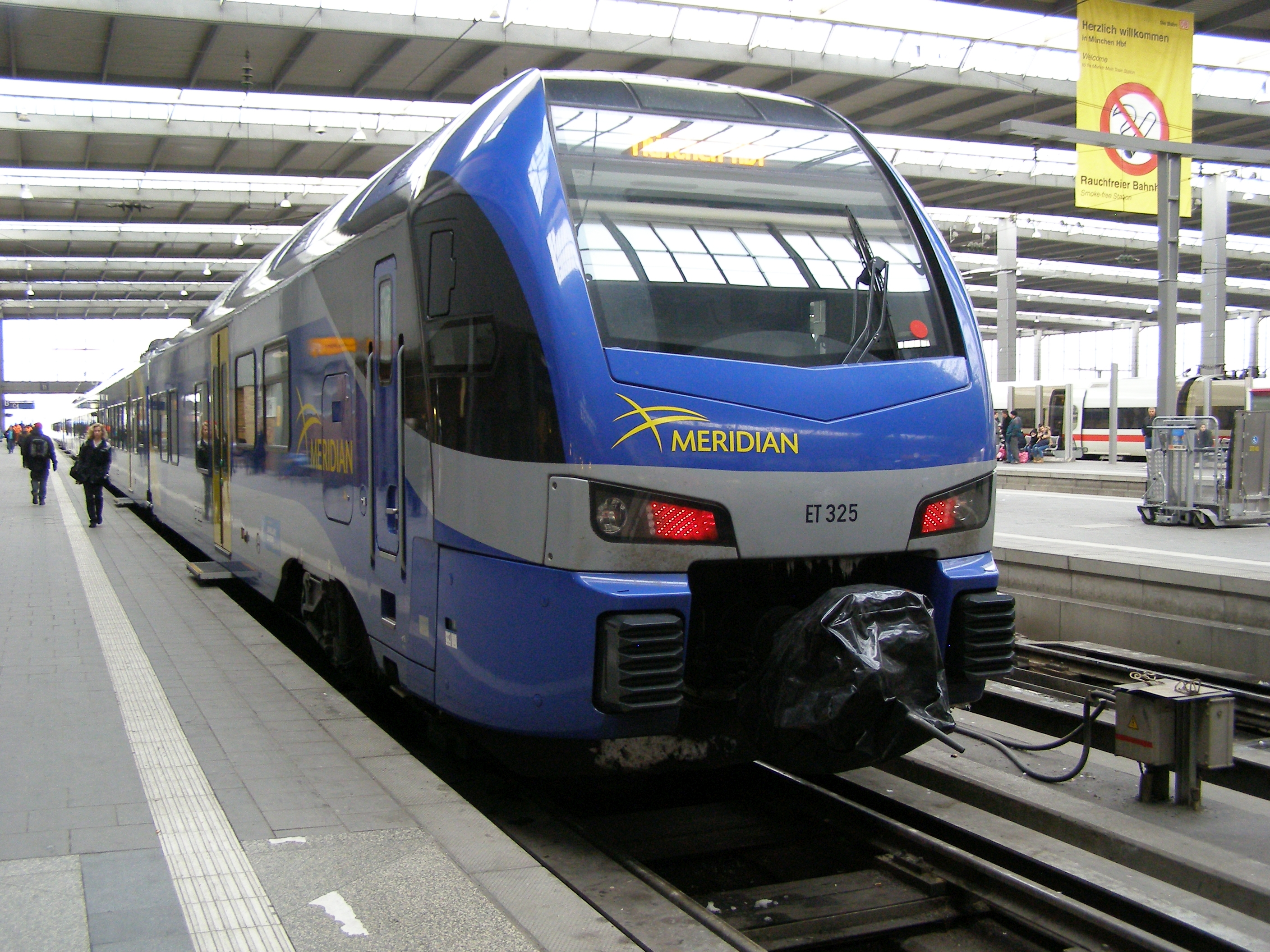
ET 325, la unitat que viatjava a l'est, fotografia del 2015.

L'accident ferroviari de Bad Aibling va ser un xoc frontal de dos trens regionals el matí del 9 de febrer del 2016 a Bad Aibling, Baviera (sud d'Alemanya), on nou persones van resultar mortes i unes 90 ferides -18 molt greus-. L'accident, en el qual hi van perdre la vida els conductors dels dos trens, va tenir lloc en un tram d'una sola via prop de la localitat de Bad Aibling, a uns 50 quilòmetres al sud de Múnic, on hi van haver d'operar uns 700 efectius dels bombers, equips d'atenció mèdica i experts en rescat d'Àustria.
"És l'accident més gran que ha tingut aquesta regió en molts anys", va comentar per la premsa el cap de la policia de la regió sud d'Alta Baviera, Stefan Sonntag. Alexander Dobrindt, ministre federal de Transports, i el ministre bavarès d'Interior, Joachim Hermann, es van traslladar al lloc del sinistre, on va poder parlar sobre les possibles causes que en aquell moment donat encara estaven per determinar.
Segons l'empresa de ferrocarrils alemanya, Deutsche Bahn, responsable del tram en què es va produir l'accident, els trens pertanyien a la firma francesa Transdev.